# Marcel Dadi
Marcel Dadi (Susa, 20 agosto 1951 – 17 luglio 1996) è stato un chitarrista francese.

## Biografia
Quando la sua famiglia si trasferisce in Francia, Dadi ha 3 anni e comincia a imparare la chitarra a dieci anni e mezzo. Segue gli studi secondari presso la scuola Joliot-Curie a Orly nella periferia parigina. Ha la rivelazione del fingerpicking ascoltando una canzone di Bob Dylan interpretata da Hugues Aufray: La Fille du nord. Alcuni amici gli fanno scoprire i grandi maestri di questa tecnica come Chet Atkins, Merle Travis, Jerry Reed e Doc Watson. Sedotto, decide di abbondanare il rock per apprendere questa tecnica e nel giro di quattro anni comincia a esibirsi in piccole occasioni, interpretando particolarmente i Beatles e i Rolling Stones.
Marcel Dadi conduce oltre alla chitarra studi di fisioterapia. Una volta ottenuto il suo diploma, decide tuttavia di consacrarsi alla chitarra.
Nel 1971-1972, i suoi talenti di chitarrista cominciano a essere scoperti nelle serate del martedì al centro americano del boulevard Raspail a Parigi, gli Hootenanny, organizzati da Lionel Rocheman: suona spesso al fianco di Stefan Grossman, Hervé Cristiani o anche Michel Haumont. Il suo talento e la sua facilità a praticare uno stile ancora troppo sconosciuto per il pubblico aumentano la sua popolarità a Parigi.
Comincia a dare delle lezioni di chitarra che diventano presto stimate. In questo periodo fa le sue prime apparizioni in televisione in diverse trasmissioni di varietà.
Nel 1972 la rivista Rock & Folk, dove tiene una rubrica di tecnica musicale, pubblica per la prima volta «La Guitare à Dadi».
Forte del suo successo, registra nel 1973 il suo primo album: La Guitare à Dadi (copertina illustrata da Mandryka) (primo album di chitarra acustica accompagnato dalle tablature dei pezzi) in un piccolo studio parigino, senza che il produttore ci credesse realmente. Ma La Guitare à Dadi diventa disco d'oro e la celebrità del chitarrista non smette di accrescersi. Pubblica poco tempo dopo «La méthode de guitare à Dadi» che è venduto in parecchie centinaia di migliaia di esemplari. Lo stesso anno, il suo secondo album Dadi's Folks viene pubblicato. In seguito conosce Chet Atkins, che è anch'egli sedotto dal giovane chitarrista francese.
Dopo il suo incontro con le chitarre Ovation, Dadi diventa sempre più celebre. Il suo nuovo metodo per chitarra per principianti è venduto in 127500 esemplari. Si esibisce all'Olympia e nel 1974, registra i dischi Dadi & Friends 1 et Light's up Nashville con grandi nomi della musica fra cui, fra gli altri, Chet Atkins. Apre un negozio di musica a Parigi (rue de Douai) e va a Londra a fare un concerto con John Renbourn e Stefan Grossman. In seguito farà la promozione delle chitarre Taylor e sarà il primo importare della marca Godin concepite da Robert Godin, inventore della chitarra elettrica solid bodycon corde in nylon.
Oltre ai suoi album, Marcel Dadi ha contribuito a fare conoscere il «fingerpicking» trascrivendo e pubblicando i pezzi e gli arrangiamenti di Chet Atkins, Merle Travis, Antônio Carlos Jobim, ecc. Ha ugualmente composto per i suoi amici, per esempio per Roger Chesterfield.
Nel 1975, incontra Jean-Félix Lalanne (che allora ha 13 anni) durante un concerto a Marsiglia. Dopo l'esibizione, Marcel Dadi accoglie il giovane chitarrista nel suo camerino e letteralmente si paralizza mentre quest'ultimo suona tutti i titoli del compositore alla perfezione. Qualche anno più tardi, Jean-Félix Lalanne salirà sul palco con il suo idolo.
Nel 1983, decide di fare una pausa e si trasferisce in Israele per 5 anni, senza mai separarsi dalla chitarra, e redige un nuovo metodo: «Les grands secrets révélés». Torna in Francia nel 1988 per un concerto a L'Olympia con Jean-Félix Lalanne, concerto seguito da una tournée in duo di un anno, da cui nascerà l'album Country et Gentleman. Nasce in seguito la «Atkins Dadi Guitar Pickers Association», accompagnata da «Guitarist magazine», in seguito trasformata in "Atkins Dadi Guitar Players Association" (A.D.G.P.A.) per sottolineare, anche con il nome, l'apertura a tutti i tipi di musica.
Nel 1990, si reca a Nashville per registrare tre nuovi album : Nashville rendez-vous, Fingers Crossings et Country Guitar Flavors, che saranno i suoi ultimi.
Il 17 luglio 1996, dopo essere stato inserito nel «Walkway of Stars» del Country Music Hall of Fame, muore tragicamente nell'incidente del Volo TWA 800.
Il suo corpo è stato ripescato dall'oceano e poi inumato nel cimitero ebraico del Monte degli Ulivi a Gerusalemme nel 1996.

## Hommage à Marcel Dadi
Per iniziativa di sua moglie, molti degli amici di Marcel Dadi, anch'essi chitarristi ugualmente rinomati, si sono riuniti per registrare un doppio CD, pubblicato nel 1997 e intitolato Hommage à Marcel Dadi, in cui hanno reinterpretato a modo loro 26 composizioni di Dadi. Vi hanno partecipato :
- The Richard Smith Guitar Trio
- Martin Taylor
- Romane
- Joe Edwards
- Jacques Stotzem
- Tommy Jones
- Juan Carmona
- Francis Cabrel, Gérard Kawczynski (detto Crapou) et Denys Lable
- Gilles Michel
- Michel Haumont et Jacques Ada
- Albert Lee
- Mickael Halfon
- Muriel Anderson
- Arnaud Dumond
- Jean-Félix Lalanne et Larry Coryell
- Pietro Nobile (musicista)
- Claude Samard
- Roland Dyens
- Peter Finger
- Bluegrass Long Distance
- Los Indios Tabajaras
- Thom Bresh et Lane Brody
- Jo Vurchio
- Gérard Toubiana
- Sacha Distel et Raymond Gimenès
- Claes Neeb
- Pierre Bensusan

Guy Béart rende omaggio a Marcel Dadi nel 2010 nella sua canzone Pique sur tes ficelles

## Certified Guitar Player
Marcel Dadi è stato nominato da Chet AtkinsCertified Guitar Player.Il titolo di Certified Guitar Player (CGP) è stato creato da Chet Atkins. Egli assegna questo titolo a chitarristi che si sono distinti per il loro contributo per lo sviluppo della tecnica "fingerpicking" : Jerry Reed, Steve Wariner, Tommy Emmanuel e John Knowles. Paul Yandell si è visto ugualmente assegnare questo titolo nel 2011, cioè qualche mese prima del suo decesso; prima aveva costantemente declinato questo invito che gli è stato finalmente accordato da Merle, il figlio di Chet Atkins, come erede di Chet.

## Citazioni su Marcel Dadi
(Chet Atkins)
(Jacques Stotzem)
(Franck Cheval)

## Discografia
Note: lista incompleta
- 1973 — La guitare à Dadi – Volume 1 - 13 tracce (AMI Records)
- 1973 — Dadi's Folk - Volume 2 - 14 tracce (AMI Records)
- 1974 — La guitare à Dadi – Volume 3 - 33 tracce
- 1975 — Marcel Dadi and friends – Volume 1 - Olympia 1975 - 14 tracce
- 1976 — Dadi's Picking Lights Up Nashville – Volume 1 - 9 tracce
- 1976 — Dadi's Picking Lights Up Nashville – Volume 2 - 9 tracce
- 1977 — Dadi and Friends - Volume 2 – Olympia 1977 - 16 tracce (fonte album 33 t ed. 1978 - cd 1020 - sonopresse)
- 1977 — La Guitare d'Or de Dadi (ou Spécial Disque d'Or) - 14 tracce
- 1977 — Travelin' Man - 09 tracce
- 1979 — La méthode de Guitare de Dadi – Disco 1 - 12 tracce
- 1979 — La méthode de Guitare de Dadi – Disco 2 - 13 tracce
- 1979 — Dadi Cool - 22 tracce
- 1980 — Disque d'Or - 14 tracce
- 1980 — Mélodies - 11 tracce
- 1981 — Dadi New Style - 10 tracce
- 1982 — Dadi deux guitares – Avec Jean Felix Lalanne et C. Laborde - 14 tracce
- 1983 — Dimanche après midi - 10 tracce
- 1984 — Guitar Goodies – Volume 1 - 18 tracce
- 1985 — Guitar Goodies – Volume 2 - 13 tracce
- 1986 — Guitar Antology – Disco 1 - 22 tracce
- 1986 — Guitar Antology – Disco 2 - 21 tracce
- 1988 — Country and Gentlemen - Avec Jean Felix Lalanne - 12 tracce
- 1988 — Concert Olympia avec Jean Felix Lalanne – CD 1 - 11 tracce
- 1988 — Concert Olympia avec Jean Felix Lalanne – CD 2 - 11 tracce
- 1989 — Guitar Legend Volume 1 - 32 tracce
- 1990 — Nashville Rendez Vous - 09 tracce
- 1991 — Fingers Crossing - 09 tracce
- 1991 — Guitar Legend Volume 2 - 26 tracce
- 1992 — Country Guitar flavors - 11 tracce
- 1992 — Guitar Memories - 11 tracce
- 1996 — Le coffret – Guitar Legend Volume 1 – CD 1 - 33 tracce
- 1996 — Le coffret – Guitar Legend Volume 2 – CD 2 - 26 tracce
- 1996 — Le coffret – Guitar Memories – CD 3 - 11 tracce
- 1996 — Le coffret – Nashville Rendez Vous – CD 4 - 09 tracce
- 1996 — Le coffret – Fingers Crossing – CD5 - 09 tracce
- 1996 — Le coffret – Country Guitar Flavours – CD 6 - 11 tracce
- 1996 — Nashville Guitar Trilogy – Nashville Rendez Vous – CD 1 - ?? tracce
- 1996 — Nashville Guitar Trilogy – Fingers Crossing – CD 2 - ?? tracce
- 1996 — Nashville Guitar Trilogy – Country Guitar Flavours – CD 3 - 11 tracce
- 1997 — The Country Music Hall Of Fame - Hommage à Marcel Dadi – CD 1 - 13 tracce
- 1997 — The Country Music Hall Of Fame - Hommage à Marcel Dadi – CD 2 - 14 tracce
- 1988 — Marcel Dadi Best Of – Compilation CD 1 - 14 tracce
- 1988 — Marcel Dadi Best Of – Compilation CD 2 - 14 tracce
- 1991 — Guitar Legend Volume 1 – Compilation CD 1 - 32 tracce
- 1991 — Guitar Legend Volume 2 – Compilation CD 2 - 26 tracce
- 1992 — Early recordings jamboree - La guitare à Dadi volume 1 – Compilation CD 1 - 27 tracce
- 1992 — Early recordings jamboree - La guitare à Dadi volume 2 – Compilation CD 2 - 33 tracce